# Delphine O
Pour les articles homonymes, voir O.
Cet article possède un paronyme, voir Delfino.
Delphine O, née le 25 décembre 1985 à Mont-Saint-Aignan (Seine-Maritime), est une femme politique et diplomate française. 
Membre de La République en marche, elle est suppléante de Mounir Mahjoubi, député élu dans la seizième circonscription de Paris ; elle lui succède lorsqu'il devient secrétaire d'État au Numérique dans le gouvernement d'Édouard Philippe, dans la foulée des élections législatives de 2017. Elle quitte l'Assemblée nationale après le départ de Mounir Mahjoubi du gouvernement, en avril 2019.
Spécialiste des relations internationales, elle devient, en mai 2019, ambassadrice — la plus jeune de l'histoire française à occuper ce poste —, secrétaire générale de la conférence mondiale de l’Organisation des Nations unies sur les femmes.

## Biographie

### Famille
Née d’un père coréen et d’une mère française, Delphine O grandit à Lyon. Son frère aîné, Cédric O, est trésorier de campagne d'Emmanuel Macron, conseiller conjoint au président de la République et au Premier ministre, puis secrétaire d'État chargé du Numérique.

### Formation
Après son admission au concours de l’École normale supérieure, en section Lettres (promotion L2004), elle se spécialise d’abord dans les relations franco-allemandes et la politique européenne, après avoir passé un an à Berlin à la Freie Universität. Elle sort diplômée également de l'Université Sorbonne-Nouvelle et de l'Université Panthéon-Sorbonne.
Titulaire du Master in Public Policy de la Harvard Kennedy School of Government (où elle rédige son mémoire de master sur le thème :  « La politique iranienne en Afghanistan ») en 2014, elle développe des compétences sur le Moyen-Orient. Elle publie dans la revue étudiante Journal of Middle East Politics and Policy . Au sein de son master elle est dans le Women and Public Policy Program,.
Elle indique en février 2018 dans l'émission Comprendre le monde de Pascal Boniface qu’elle a « été stagiaire au sein de l'ambassade de France en Corée avant de rejoindre le consulat de France à New-York ».

### Carrière professionnelle
De 2010 à 2012, elle travaille au consulat général de France à New York, où elle est attachée de presse chargée de la rédaction des discours du consul.
Par la suite, Delphine O est recrutée comme analyste par le think tank américain Stimson Center à Washington DC afin de superviser un projet de coopération entre les États-Unis et l’Iran sur le thème de l’environnement. Spécialiste du Moyen-Orient, elle travaille au sein de l’ONG ActionAid à Kaboul en Afghanistan sur la participation des femmes afghanes à la vie démocratique locale et sur les droits des femmes. Après plusieurs séjours en Iran, elle s’installe quelques mois à Téhéran en 2015 pour suivre des cours de persan à l'université de Téhéran .
De retour en France, elle cofonde un média en ligne, Lettres Persanes, qui vise à mieux informer le public français de l’actualité de la politique, de l’économie, de la société et de la culture iraniennes et vend des prestations de « conseil et de formation ». Directrice du développement commercial de Lettres persanes, elle est chargée de définir des nouvelles offres à destination des différents publics du site (particuliers, journalistes, chercheurs, entreprises, institutions, etc.) et d'établir des partenariats avec des institutions de recherche travaillant sur l'Iran (Fondation Jean-Jaurès, Institut français de recherche en Iran, etc.). À ce titre, elle supervise les activités de recherche et d’analyse de Lettres Persanes (publication de notes et articles réguliers) et elle effectue des interventions à SciencesPo,. En mars 2017, Lettres Persanes organise un colloque sur l'héritage de la Révolution iranienne dans l'Iran contemporain,, en coopération avec l'Institut français des relations internationales (IFRI).

### Parcours politique

#### Au sein de LREM
Active dans plusieurs associations (CAIR Coalition, Secours catholique, etc.), Delphine O a rejoint En marche dès la création du mouvement. Elle est membre du groupe d’experts en relations internationales qui élabore le programme de politique étrangère d'Emmanuel Macron.
Fin 2017, après l'élection de Christophe Castaner au poste de délégué général de LREM, Delphine O figure sur la liste « Diversité des territoires » menée par Joachim Son-Forget pour l'élection du bureau exécutif du parti.
En vue des élections européennes de 2019 en France, elle fait partie des neuf « ambassadeurs » de LREM chargés de nouer des contacts, voire des liens, avec des partenaires potentiels pour LREM.

#### Députée de laXVelégislature
Elle est suppléante de Mounir Mahjoubi dans la campagne pour les élections législatives de 2017, dans la 16e circonscription de Paris. Celui-ci étant nommé secrétaire d'État le 21 juin 2017, elle devient un mois plus tard députée de cette circonscription,,.
À la fin du mois de septembre 2017, François de Rugy, président de l'Assemblée nationale, annonce sa nomination comme rapporteur d'un des groupes de travail visant à réformer l'Assemblée nationale ; son groupe de travail est « l'ouverture de l’assemblée nationale à la société et son rayonnement scientifique et culturel ». Elle est présidente du groupe d'amitié France-Iran et organise à ce titre, en février 2018, une rencontre à l'Assemblée nationale entre des cheffes d'entreprise iraniennes et des élues françaises. En avril 2018, elle coordonne la publication d’une lettre ouverte signée par plus de 500 parlementaires français, allemands et britanniques de tous bords, adressée au Congrès américain : cette lettre, qui appelle les États-Unis à ne pas se retirer de l’accord nucléaire iranien, est publiée le 19 avril 2018 simultanément en Une du Monde, du New York Times, dans le Guardian et le Spiegel,,,,. En novembre 2018, elle devient rapporteure d’une mission d’information sur les enjeux stratégiques en mer de Chine méridionale, pour laquelle elle s’est rendue en Chine et au Vietnam. Elle est également membre de la commission d’enquête sur les groupuscules d’extrême-droite.
Mounir Mahjoubi ayant quitté le gouvernement et retrouvant automatiquement son siège de parlementaire, elle quitte l'Assemblée nationale en avril 2019.

### Après l'Assemblée nationale
Après son départ de l'Assemblée nationale en avril 2019, elle intègre le ministère de l'Europe et des Affaires étrangères : L'Opinion indique que « ses 21 mois à la commission des Affaires étrangères et ses 34 voyages lui ont permis de tisser le réseau nécessaire ». 
Par décision du Conseil des ministres du 29 mai 2019, elle est nommée ambassadrice, secrétaire générale de la conférence mondiale de l'Organisation des Nations unies sur les femmes, à compter du 1er juin 2019. Cette nomination suscite des accusations de népotisme en raison de son lien familial avec le ministre Cédric O. Selon le journaliste Vincent Jauvert, elle devient ainsi la plus jeune de l'histoire à occuper un poste d'ambassadeur en France.